# Charles Paul
Charles Paul, né le 23 mars 1879 à Boulogne-sur-Mer (Pas-de-Calais) et mort le 26 janvier 1960 à Paris (Seine), est un médecin légiste français.   

## Biographie
Charles Paul est le fils d'Eugène Paul, juge au tribunal de première instance, et de Caroline Anna Henriette Duhamel. Il délaisse le droit et devient étudiant à la faculté de médecine de Lille, où il obtient son doctorat en 1901. Il devient médecin expert près le tribunal de la Seine en 1905 et ce jusqu'à sa mort. Il est également médecin du ministère de la Justice et médecin légiste de l’université de Paris. 
Entre le début du XXe siècle et sa mort il a pratiqué près de 160 000 autopsies, dont celles de Jean Jaurès, Jules Bonnot, Gaston Calmette, du président Paul Doumer, ou de Louis Renault. 
Le docteur Paul, médecin expert auprès des tribunaux devient célèbre grâce à son éloquence et sa capacité de vulgarisation. Il s'illustre en 1914 dans l'affaire Cadiou en découvrant lors de la contre-autopsie que Louis Cadiou a été tué par balle et non par égorgement comme indiqué dans la première autopsie,. Sa réputation et sa force de conviction pouvaient peser fortement sur le verdict de certaines affaires. Il s'illustre notamment lors des procès de Landru et de Marcel Petiot. Il est également intervenu dans les procès de Henriette Caillaux (1914), Violette Nozière (1933) et Jacques Fesch (1957) entre autres. Il a été sollicité pour l'affaire du conseiller Prince.   
Le 4 juin 1901 à Montdidier, il épouse Cécile Louise Ernestine Carrez (1880-1972).   
Il a vécu à Paris, au 52 bis, rue de Varenne où il est mort le 26 janvier 1960. Il a installé un élevage de cockers avec sa femme dans sa résidence secondaire « Les Terres Fraîches » à Vieux-Moulin. Une place y porte son nom. Leur fille Colette est élue maire de Vieux-Moulin le 30 juin 1956 et, grâce à plusieurs réélections, reste en poste jusqu'au 8 mars 2001,.   
Il était un ami du romancier Georges Simenon qui le fait apparaître dans une nouvelle de 1936, La Péniche aux deux pendus. C'est au total dans une trentaine d'enquêtes du commissaire Maigret que le médecin légiste est un « docteur Paul ». 
Il préside l'œuvre philanthropique de l’Union des Septentriaux , avec sa colonie de vacances : Les P’tits Quinquins. Il y côtoie notamment sa compatriote et amie Rosine Picquart. 
L'hebdomadaire Détective lui consacre un numéro le 8 septembre 1938 intitulé « Mes 73 332 autopsies par le Docteur Paul ». 
Il est membre du jury du prix du Quai des Orfèvres dès la création de celui-ci en 1946, et toujours en 1957 lorsque Louis C. Thomas est lauréat pour Poison d'Avril.
L'acteur André Fouché joua le rôle du docteur Paul dans le film Landru, de Claude Chabrol, sorti en 1963.            
Il était surnommé l'Homme aux cent mille autopsies. Il avait pour adjoint, le docteur Henri Dervieux qui demeurait au no 11 boulevard Carnot à Bourg-la-Reine
Il est enterré au cimetière de Vieux-Moulin dans l'Oise.

## Distinction
- Commandeur de la Légion d'honneur